# Sarea
Sarea Fr. – rodzaj grzybów workowych z monotypowej klasy Sareomycetes.

## Systematyka i nazewnictwo
Pozycja w klasyfikacji według Index Fungorum: Sareaceae, Sareales, Incertae sedis, Sareomycetes, Pezizomycotina, Ascomycota, Fungi.
Synonimy nazwy naukowej: Retinocyclus Fuckel, Tromera A. Massal. ex Körb.
Nazwa polska według W. Fałtynowicza.
Gatunki:
- Sarea difformis (Fr.) Fr. 1828 – sarea bursztynowa, pyknidiella bursztynowa
- Sarea resinae (Fr.) Kuntze 1898 – tzw. pyknidiella smołowa

Nazwy naukowe na podstawie Index Fungorum. Uwzględniono tylko taksony zweryfikowane. Nazwy polskie według W. Fałtynowicza (podał je dla synonimu Pycnidiella).